# Церковь Святого Иоанна Златоуста (Поляны)
Церковь святого Иоанна Златоуста (пол. Cerkiew św. Jana Złotoustego w Polanach) — бывшая грекокатолическая и православная церковь, в настоящее время — римско-католическая, находящаяся в селе Поляны, гмина Кемпна, Ясленский повят, Подкарпатское воеводство.

## История
Церковь была построена в 1914 году на средства лемковских эмигрантов из США. Храм был сооружён в виде греческого креста с большим куполом на месте бывшей деревянной церкви 1826 года, которая в 1889 году пришла в ветхое состояние.
В 1927 году во время тылявской схизмы более половины прихожан перешли в православие. В 1934 году грекокатолический приход села Поляны стал подчиняться Апостольскому экзархату Лемковщины.
После Второй мировой войны большинство лемков, проживавших в Полянах, были высланы в СССР, а храм был переоборудован в торговое предприятие. В 1956 году большинство высланных возвратилось в Поляны и в 1966 году местные власти разрешили православным верующим заняться восстановлением храма, которое завершилось в 1971 году.
28 ноября 1971 года произошёл конфликт между православными и католиками. В этот день верующие католики завладели храмом. Юридический спор о собственнике храма продолжался до ноября 1992 года, когда решением суда было определено, что храм может использоваться латинской и грекокатолической общинами, а православным было предложено искать себе другие места для богослужений.

## Источник
- Dmytro Błażejowśkyj — «Istorycznyj szematyzm Peremyskoji Eparchiji z wkluczennjam Apostolśkoji Administratury Łemkiwszczyny (1828—1939)», Lwów 1995, ISBN 5-7745-0672-X